# Onychohydrus
Onychohydrus is een geslacht van kevers uit de familie  waterroofkevers (Dytiscidae).
Het geslacht is voor het eerst wetenschappelijk beschreven in 1847 door Schaum & White.

## Soorten
Het geslacht omvat de volgende soorten:
- Onychohydrus hookeri (White, 1846)
- Onychohydrus scutellaris (Germar, 1848)